# مسجد تركمانباشي روحي
مسجد تركمانباشي روحي أو مسجد جيبجاك (بالتركمانية: Türkmenbaşy Ruhy Metjidi ، بالإنجليزية: Turkmenbashi Ruhy Mosque ) هو مسجد يقع في قرية مدينة جيبجاك، والتي تبعد حوالي سبعة كيلو مترات إلى الغرب من عشق آباد عاصمة تركمانستان على الطريق السريع ام37 .

## البناء
شيد مسجد تركمانباشي روحي من قبل الشركة الفرنسية بويج، وقد بني المسجد في بلدة مسقط رأس رئيس تركمانستان السابق صفرمراد نيازوف، وقد افتتح المسجد في الثاني والعشرين من شهر أكتوبر من عام 2004، وقد بنى المسجد رئيس تركمانستان السابق صفرمراد نيازوف مع قبر استعدادا لوفاته، وتوفي نيازوف بعد عامين من بناء المسجد، ودفن في القبر المبني في المسجد في الرابع والعشرين من شهر ديسمبر من عام 2006، يتسع المسجد لحوالي 10,000 مصلي في وقت واحد.

## جدل
كان مسجد تركمانباشي روحي قد أثار جدل كبير حول الخلط بين الكتاب المقدسة عند المسلمين وهو القرآن الكريم وبين روح نامة (وهو كتاب ألّفه رئيس تركمانستان صابر مراد نيازوف ويدرس هذا الكتاب في كافة المراحل الدراسية في تركمانستان وارتقى إلى درجة الكتب المقدسة عند التركمانستانيين)، حيث كتبت آيات من القران الكريم على جدران المسجد جنبا إلى جنب مع جمل من كتاب روح نامة، وقد غضب الكثير من المسلمين بوضع روح نامة على قدم المساواة مع القرآن الكريم.

## وصلات خارجية
- موقع مسجد تركمانباشي روحي على الخريطة